# Вейнтимилья, Долорес
Долорес Вейнтимилья де Галиндо (исп. Dolores Veintimilla; 1830, Кито — 23 мая 1857, Куэнка) — эквадорская поэтесса.

## Биография
Родилась в аристократической семье, получила хорошее образование. Окончила школу Санта-Мария-дель-Сокорро, затем в обучалась в монастыре Санта-Каталина-де-Сиена. Изучала музыку, хорошо играла на пианино и виуэле, рисовала. Много читала. Начала писать стихи с раннего возраста.
В 18-летнем возрасте вышла замуж за доктора Сиксто Антонио Галиндо и Орона из Колумбии. Родила сына, крёстной матерью которого была супруга президента Эквадора Габриеля Гарсия Морено. Позже Вейнтимилья с мужем и сыном переехали в Гуаякиль, где радушно были приняты высшим светом. В 1854 году поселились в Куэнка.
Затем её муж отправился в Центральную Америку, надолго оставив жену в одиночестве. Долорес завела знакомства с лучшими аристократическими слоями местного общества, в своём доме организовывала литературные встречи, где демонстрировала также и свою поэзию. Но безразличие общества и длительное отсутствие мужа погрузило её в глубокую меланхолию; заброшенная, она выражала свою боль и унижение в живописи, музыке и особенно в поэзии.
Стихи Вейнтимильи — лирический, деликатный стиль, в которых выражались разочарования, печаль, любовь и боль как единое чувство: в том числе «Desencanto», «Anhelo», «Sufrimiento», «La noche y mi dolor», «Quejas», «A mis enemigos», «A mi madre».
Но в обществе, в котором она вращалась, не было сострадания к ней, её встречи стали причиной слухов и клеветы. Ситуация ухудшилась, когда в апреле 1857 года Долорес опубликовала стихи «Некрология», защищавшие коренное население Эквадора, за отмену смертной казни. Это было первое выступление в прессе против смертной казни в Эквадоре и в защиту коренных народов.
23 мая 1857 года покончила жизнь самоубийством, приняв цианистый калий.